# Natalia Metlova
Natalia Vitalievna Metlova (en russe Наталья Витальевна Метлова) est une astronome russe.
Le Centre des planètes mineures la crédite de la découverte de l'astéroïde (3044) Saltykov, effectuée le 2 septembre 1983 en collaboration avec Nikolaï Efimovitch Kourotchkine.